# Resolução de Lahore

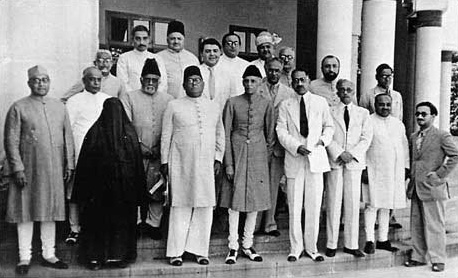
Líderes muçulmanos de toda a Índia britânica na sessão da Liga Muçulmana em Lahore

Resolução de Lahore (em urdu:  قرارداد لاہور‎, Qarardad-e-Lahore; bengali: লাহোর প্রস্তাব, Lahor Prostab), também conhecida como Resolução do Paquistão (em urdu:  قرارداد پاکستان‎, Qarardad-e-Pakistan), foi uma declaração política formal adotada pela Liga Muçulmana por ocasião da sua sessão geral de três dias em Lahore em 22-24 de março de 1940. Reivindicava à criação de 'estados independentes' para os muçulmanos no noroeste e leste da Índia britânica. As unidades constituintes destes Estados deveriam ser autônomas e soberanas. A resolução foi apresentada por A. K. Fazlul Huq, o primeiro-ministro de Bengala. Mais tarde, foi interpretada como uma demanda por um Estado muçulmano independente e único chamado Paquistão.
Embora o nome "Paquistão" havia sido proposto por Choudhary Rahmat Ali em sua Pakistan Declaration em 1933, Muhammad Ali Jinnah e outros líderes mantiveram firme sua crença na unidade hindu-muçulmana. No entanto, o clima político volátil deu a ideia um maior apoio.